# Ministerstvo času
Ministerstvo času (v angličtině The Ministry of Time a ve španělském originále El Ministerio del Tiempo) je španělský sci-fi seriál o cestování v čase vytvořený bratry Pablem a Javierem Olivaresovými a produkovaný společnostmi Onza Partners, Cliffhanger a Globomedia pro Televisión Española. Seriál měl premiéru 24. února 2015 na stanici La 1. Hlavní role ztvárnili Rodolfo Sancho, Aura Garrido, Nacho Fresneda, Cayetana Guillén Cuervo, Juan Gea, Francesca Piñón a Jaime Blanch. Seriál sleduje fiktivní ministerstvo času, které se zabývá incidenty způsobenými cestováním časem, které mohou drasticky změnit současnost.
24. března 2015 bylo oznámeno, že TVE prodloužila seriál o druhou řadu, která měla premiéru 15. února 2016. Dne 22. září 2016 byla objednána třetí řada seriálu, která měla premiéru 1. června 2017. Dne 29. prosince 2016 bylo oznámeno, že RTVE prodalo Netflixu práva na vysílání třetí řady v zahraničí mimo Španělska, což mělo za následek zvýšení výrobního rozpočtu.
V prosinci 2018 byl seriál obnoven pro čtvrtou řadu, která měla premiéru 5. května 2020. V dubnu 2020 HBO získalo vysílací práva k seriálu pro Španělsko a Portugalsko.

## Synopse
Ministerstvo času je nejlépe střeženým tajemstvím Španělska: autonomní vládní instituce, která podléhá přímo předsedovi vlády. Hlídky ministerstva mají za úkol sledovat dveře času, aby žádný vetřelec z jiných období nemohl změnit historii ve svůj prospěch.
Seriál sleduje úkoly nejnovější hlídky ministerstva: té, kterou vytvořili voják Flanderské armády Alonso de Entrerríos, studentka 19. století Amelia Folch a zdravotník 21. století Julián Martínez.

## Obsazení

### Hlavní role
| Postava                                         | Herec                   | Řady            | Řady            | Řady            | Řady      |
| Postava                                         | Herec                   | 1               | 2               | 3               | 4         |
| ----------------------------------------------- | ----------------------- | --------------- | --------------- | --------------- | --------- |
| Julián Martínez                                 | Rodolfo Sancho          | hlavní          | hlavní          | Does not appear | hlavní    |
| Amelia Folch                                    | Aura Garrido            | hlavní          | hlavní          | hlavní          | hostující |
| Alonso de Entrerríos                            | Nacho Fresneda          | hlavní          | hlavní          | hlavní          | hlavní    |
| Irene Larra Girón                               | Cayetana Guillén Cuervo | hlavní          | hlavní          | hlavní          | hlavní    |
| Ernesto Jiménez / Pedro Fernández de Torquemada | Juan Gea                | hlavní          | hlavní          | hlavní          | hlavní    |
| Angustias Vázquez                               | Francesca Piñón         | hlavní          | hlavní          | hlavní          | hlavní    |
| Salvador Martí / Salvador Roa                   | Jaime Blanch            | hlavní          | hlavní          | hlavní          | hlavní    |
| Jesús Méndez „Pacino“ Pontón                    | Hugo Silva              | Does not appear | hlavní          | hlavní          | hlavní    |
| mladší Dolores „Lola“ Mendieta                  | Macarena García         | Does not appear | Does not appear | hlavní          | hlavní    |
| Diego Rodríguez de Silva y Velázquez            | Julián Villagrán        | vedlejší        | vedlejší        | vedlejší        | hlavní    |
| Carolina Bravo Mendoza                          | Manuela Vellés          | Does not appear | Does not appear | Does not appear | hlavní    |

### Vedlejší a hostující role
| Postava                                                                            | Herec              | Řady            | Řady            | Řady            | Řady            |
| Postava                                                                            | Herec              | 1               | 2               | 3               | 4               |
| ---------------------------------------------------------------------------------- | ------------------ | --------------- | --------------- | --------------- | --------------- |
| Elena Castillo / Blanca                                                            | Susana Córdoba     | vedlejší        | vedlejší        | vedlejší        | vedlejší        |
| Dolores „Lola“ Mendieta                                                            | Natalia Millán     | vedlejší        | vedlejší        | vedlejší        | Does not appear |
| Maite                                                                              | Mar Ulldemolins    | vedlejší        | hostující       | Does not appear | hostující       |
| Félix Lope de Vega Carpio                                                          | Víctor Clavijo     | hostující       | hostující       | hostující       | Does not appear |
| Gil Pérez                                                                          | Miguel Rellán      | hostující       | hostující       | Does not appear | Does not appear |
| Ambrogio Spinola Doria                                                             | Ramón Langa        | hostující       | hostující       | Does not appear | Does not appear |
| Francisco Paulino Hermenegildo Teódulo Franco y Bahamonde Salgado Pardo de Andrade | Pep Mirás          | hostující       | Does not appear | Does not appear | hostující       |
| Abraham Levi                                                                       | Paco Obregón       | hostující       | Does not appear | hostující       | Does not appear |
| Paul Walcott / Lord Charles York                                                   | Jimmy Shaw         | hostující       | vedlejší        | Does not appear | Does not appear |
| Susana Torres                                                                      | Mar Saura          | hostující       | vedlejší        | Does not appear | Does not appear |
| Alberto Díaz Bueno                                                                 | Francesc Orella    | hostující       | Does not appear | Does not appear | vedlejší        |
| Federico García Lorca                                                              | Ángel Ruíz         | hostující       | Does not appear | Does not appear | vedlejší        |
| Miguel de Cervantes y Saavedra                                                     | Pere Ponce         | Does not appear | hostující       | hostující       | Does not appear |
| Marisa                                                                             | Nieve de Medina    | Does not appear | vedlejší        | Does not appear | Does not appear |
| Marta Cascajosa                                                                    | Belén Fabra        | Does not appear | Does not appear | vedlejší        | Does not appear |
| Lucía Ortiz                                                                        | Luisa Gavasa       | Does not appear | Does not appear | vedlejší        | Does not appear |
| Bosco de Sobrecasa / Enrique de Sobrecasa                                          | Luis Iglesia       | Does not appear | Does not appear | vedlejší        | Does not appear |
| Filip III. Španělský                                                               | Federico Aguado    | Does not appear | Does not appear | hostující       | Does not appear |
| Markéta Habsburská                                                                 | Elena Rivera       | Does not appear | Does not appear | hostující       | Does not appear |
| Carlos Munuera Mateu                                                               | Marcel Borràs      | Does not appear | Does not appear | Does not appear | vedlejší        |
| Juan Salcedo                                                                       | Daniel Pérez Prada | Does not appear | Does not appear | Does not appear | vedlejší        |

## Řady a díly
| Řada | Díly      | Premiéra ve Španělsku                  | Premiéra ve Španělsku |
| Řada | Díly      | První díl                              | Poslední díl          |
| ---- | --------- | -------------------------------------- | --------------------- |
| 1    | 8         | 24. února 2015                         | 13. dubna 2015        |
| 2    | 13        | 15. února 2016                         | 23. května 2016       |
| 3    | 13        | 1. června 2017                         | 1. listopadu 2017     |
| 4    | 8+prequel | 20. dubna 2020 (prequel)5. května 2020 | 23. června 2020       |

## Spor s tvůrci seriálu Timeless
Dne 27. září 2016 společnost Onza Partners předložila soudní žalobu proti společnostem Sony Pictures, NBCUniversal a vedoucím producentům Shawnu Ryanovi, Ericu Kripkem a Johnu Davisovi za porušení autorských práv a porušení předpokládané smlouvy, přičemž tvrdila, že americký televizní seriál Timeless je kopií Ministerstva času.